# Clairette Blanche

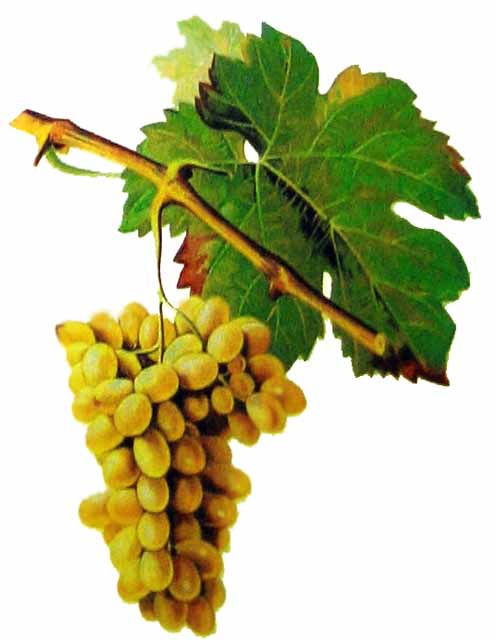
Clairette im Buch von Viala & Vermorel

Clairette Blanche ist eine Weißweinsorte, die sonnige Lagen mit mageren Böden liebt. Daher findet man diese spätreifende Sorte häufig in den französischen Regionen Provence, Rhône und Languedoc. Die Clairette Blanche wird aber auch in vielen andern Ländern kultiviert, so beispielsweise in Argentinien, Australien, Brasilien, Spanien, Mexiko, Italien, Portugal, Südafrika, Uruguay, Marokko und den USA.
In der Vergangenheit nutzte man Clairette Blanche vor allem zur Herstellung von Wermutwein. Inzwischen werden aus ihr auch reinsortige Weine hergestellt. Die ertragreiche Sorte erbringt würzige, alkoholstarke (12 – 14 Volumenprozent Alkoholgehalt) und dient als Bestandteil für einfachen Schaum- und Verschnittwein sowie einiger Dessertweine und Strohweine. Da der Weißwein rasch oxidiert, sollte der Wein aus Clairette Blanche jung getrunken werden. Kenner entdecken in Weinen Noten von grünen Äpfeln, Fenchel und Lindenblüten.
Sie ist im Namen der drei Appellationen Clairette de Bellegarde (Languedoc), Clairette de Die (Rhône) (hier ist es jedoch der Muscat blanc à petits grains, der im Wesentlichen für den fruchtigen Geschmack zuständig ist) und Clairette du Languedoc (Languedoc) enthalten. Außerdem ist sie Bestandteil der AOC-Weine Châteauneuf-du-Pape, Côtes du Rhône, Côtes de Provence, Cassis, Bandol, Bellet, Côtes du Ventoux, Coteaux d’Aix-en-Provence, Les Baux de Provence, Lirac,  Palette und Tavel. Im Jahr 2007 wurde in Frankreich eine bestockte Rebfläche von 2.505 Hektar erhoben (Quelle ONIVINS)
In Frankreich sind die Klone 68, 69, 93, 94, 97, 98, 175, 207, 208 und 209 zugelassen. Clairette Blanche ist eine Varietät der Edlen Weinrebe (Vitis vinifera). Sie besitzt zwittrige Blüten und ist somit selbstfruchtend. Beim Weinbau wird der ökonomische Nachteil vermieden, keinen Ertrag liefernde, männliche Pflanzen anbauen zu müssen.
Die Bezeichnung Clairette ist ein oft verwendetes Synonym  für viele Rebsorten in Südfrankreich, zum Beispiel für die Bourboulenc (Clairette Grosse), Calitor Blanc (Clairette Egreneuse), Trebbiano Toscano (Clairette d’Afrique), Ugni Blanc (Clairette Monde) und Verdesse (Clairette Chindrieux).
Siehe auch die Artikel Weinbau in Frankreich, Weinbau in Italien, Weinbau in Portugal, Weinbau in Spanien, Weinbau in Argentinien, Weinbau in Australien, Weinbau in Südafrika, Weinbau in Uruguay, Weinbau im Libanon, Weinbau in Mexiko, Weinbau in Brasilien, Weinbau in Marokko und Weinbau in den Vereinigten Staaten sowie die Liste von Rebsorten.

## Synonyme
Die Sorte Clairette Blanche ist auch unter den Namen Blanc Laffite, Blanquette (insbesondere im australischen Hunter Valley), Bou Afrara, Branquete, Cibade, Clairette, Clairette de Limoux, Clairette Pointue, Colle Musquette, Cotticour, Fehér Clairette, Gaillard Blanc, Granolata, Kleret,  Kleret Belyi, Muscade, Ondenic, Osianka, Ovsyanka, Petit Blanc, Petit Kleret,  Poupe de Gate, Pti blan d’Obena, Seidentraube, Uva Gijona und Vivsyanka bekannt.